# Canton de Montpon-Ménestérol
Le canton de Montpon-Ménestérol est une circonscription électorale française, située dans le département de la Dordogne, en région Nouvelle-Aquitaine.
Avant 2015, c'était une division administrative.

## Historique
Le canton de Montpon-Ménestérol est l'un des cantons de la Dordogne créés en 1790, en même temps que les autres cantons français. Il a d'abord été rattaché au district de Mussidan avant de faire partie de l'ancien arrondissement de Ribérac du 17 février 1800 au 10 septembre 1926, date de la suppression de cet arrondissement. À cette dernière date, il a été rattaché, avec six autres cantons, à l'arrondissement de Périgueux.
Il s'est appelé successivement « canton de Monpont », « canton de Monpon », à nouveau « canton de Monpont » puis « canton de Montpon-sur-l'Isle » avant de prendre son nom actuel en 1964.
De 1833 à 1848, les cantons de Montpon et de Mussidan avaient le même conseiller général. Le nombre de conseillers généraux était limité à 30 par département.

### Redécoupage cantonal de 2014-2015
Par décret du 21 février 2014, le nombre de cantons du département est divisé par deux, avec mise en application aux prochaines élections départementales prévues en mars 2015. Le canton de Montpon-Ménestérol est conservé et s'agrandit. Il passe de huit à dix-neuf communes.

## Géographie
Ce canton est organisé autour de Montpon-Ménestérol dans l'arrondissement de Périgueux. Il intègre une commune de l'arrondissement de Bergerac. Son altitude varie de 12 m (La Roche-Chalais) à 137 m (Festalemps).

## Représentation

### Conseillers généraux de 1833 à 2015
Avant 1833, les conseillers généraux étaient désignés, et ne représentaient pas un canton déterminé.
| Période | Période           | Identité                        | Étiquette         | Qualité |
| ------- | ----------------- | ------------------------------- | ----------------- | --- |
| 1833    | 1848              | Amédée des Moulins de Leybardie |                   | Propriétaire du château de Longua Maire de Saint-Médard-de-Mussidan                                                                                            |
| 1848    | 1871              | Édouard Léonardon               |                   | Médecin, maire de Monpont |
| 1871    | 1886              | Aurélien Brugère                | Union des Gauches | Exploitant agricole Maire de Monpont (1878-1901) Député (1881-1889)                                                                                            |
| 1886    | 1889 (décès)      | François Lagrange               |                   | Banquier à Monpont, conseiller d'arrondissement |
| 1889    | 1890 (démission)  | Aurélien Brugère                | Union des Gauches | Exploitant agricole Maire de Monpont (1878-1901) Député (1881-1889)                                                                                            |
| 1890    | 1928 (décès)      | Bernard Eymery                  | Rad.              | Médecin Maire du Pizou, conseiller d'arrondissement Sénateur (1920-1928)                                                                                       |
| 1928    | juin 1933 (décès) | Henri Laborde                   |                   | Propriétaire, banquier, maire de Montpon-sur-l'Isle, conseiller d'arrondissement                                                                               |
| 1933    | 1940              | Joseph Roux                     | PRS               | Conseiller municipal de Montpon-sur-l'Isle, conseiller d'arrondissement                                                                                        |
|         |                   |                                 |                   | |
| 1945    | 1949              | Georges Raillard (1886-1956)    | SFIO              | Cultivateur Maire du Pizou |
| 1949    | 1967              | Jean Lagoubie                   | Rad.              | Docteur en médecine Maire de Montpon-sur-l'Isle (1947-1983) |
| 1967    | 1979              | Jean Lovato                     | UDR puis RPR      | Exploitant agricole à Montpon-Ménestérol Député (1973-1974) (suppléant d'Yves Guéna, de nouveau suppléant d'Yves Guéna, député (1978-1981)                     |
| 1979    | 1985              | René Birginie                   | PS                | Employé au Crédit Agricole Conseiller municipal de Montpon-Ménestérol                                                                                          |
| 1985    | 1992              | Jean Lovato                     | RPR               | Maire de Montpon-Ménestérol (1983-1989) |
| 1992    | 2004              | Jean-Claude Grégoire            | DVD               | Industriel Maire de Saint-Martial-d'Artenset (1977-1983) |
| 2004    | 2015              | Jean-Paul Lotterie              | PS                | Directeur de l'hôpital de Libourne (Gironde) Maire de Montpon-Ménestérol (2008-2020), adjoint depuis 2020 Président de la CC Isle Double Landais (depuis 2014) |

### Conseillers d'arrondissement (de 1833 à 1940)
Le canton de Montpon avait deux conseillers d'arrondissement à partir de 1925.
Il faisait partie de l'arrondissement de Ribérac jusqu'à sa disparition en 1926.
| Période                                  | Période          | Identité            | Étiquette      | Qualité |
| ---------------------------------------- | ---------------- | ------------------- | -------------- | --- |
| Les données manquantes sont à compléter. |                  |                     |                | |
| 1833                                     | 1848             | M. Lamarque         |                | Juge de paix à Montpon-sur-l'Isle                                                                           |
|                                          |                  |                     |                | |
| avant 1855                               | 1874             | M. de Belhade       |                | Propriétaire au Pizou                                                                                       |
| 1874                                     | 1877             | M. Jaubert          |                | |
| 1877                                     | 1880             | M. Bécheau          |                | |
| 1880                                     | 1886             | François Lagrange   |                | Banquier à Montpon-sur-l'Isle                                                                               |
|                                          |                  |                     |                | |
| 1889                                     | 1890 (décès)     | Antoine Villegente  | Républicain    | Propriétaire à Saint-Martial-d'Artenset                                                                     |
| 1890                                     | 1890 (démission) | Bernard Eymery      | Républicain    | Médecin, maire du Pizou                                                                                     |
| 1890                                     | 1901             | François Brugère    | Républicain    | Maire de Montpon-sur-l'Isle                                                                                 |
| 1901                                     | 1907             | M. Barbancey        | Républicain    | Médecin, maire de Montpon-sur-l'Isle                                                                        |
| 1907                                     | 1913             | François Quinsac    | Républicain    | Négociant, propriétaire, adjoint au maire de Montpon-sur-l'Isle                                             |
| 1913                                     | 1928             | Pierre-Alcide Mézie | Républicain RG | Vétérinaire, maire de Saint-Martial-d'Artenset                                                              |
| 1922                                     | 1928             | Henri Laborde       | RG             | Banquier, maire de Montpon-sur-l'Isle                                                                       |
| 1928                                     | 1933             | Joseph Roux         | PRS            | Conseiller municipal de Montpon-sur-l'Isle                                                                  |
| 1928                                     | 1937             | Jean Raillard       | Radical        | Viticulteur, maire du Pizou                                                                                 |
| 1933                                     | 1940             | Marcel Poupard      | Radical        | |
| 1937                                     | 1940             | Léon Cabirol        | Radical        | Propriétaire cultivateur à Saint-Barthélemy-de-Bellegarde                                                   |
| 1940                                     |                  |                     |                | Les conseils d'arrondissement ont été suspendus par la loi du 12 octobre 1940 et n'ont jamais été réactivés |

Sources : "Annuaires et calendriers 1789-1842 " sur le site des archives départementales de la Dordogne. https://archives.dordogne.fr/r/72/fonds-imprimes/annuaires-et-calendriers?arko_default_6076b1c79b335--ficheFocus=

### Conseillers départementaux à partir de 2015
| Période élective | Période élective | Mandat | Mandat       | Identité             | Nuance | Nuance | Qualité |
| ---------------- | ---------------- | ------ | ------------ | -------------------- | ------ | ------ | --- |
| 2015             | 2021             | 2015   | 2020 (décès) | Corinne de Almeida   |        | PS     | Adjointe au maire de Parcoul (2014-2020) |
| 2015             | 2021             | 2015   | 2021         | Jean-Paul Lotterie   |        | PS     | Maire de Montpon-Ménestérol (2008-2020) 3e adjoint au maire de Montpon-Ménestérol depuis 2020 Président de la communauté de communes Isle Double Landais depuis 2014 |
| 2015             | 2021             | 2020   | 2021         | Jacqueline Taliano   |        | PS     | Ancienne première adjointe au maire du Pizou |
| 2021             | 2028             | 2021   | en cours     | Rozenn Rouiller      |        | DVG    | Radiologue Maire de Montpon-Ménestérol (depuis 2020) |
| 2021             | 2028             | 2021   | en cours     | Jean-Michel Sautreau |        | DVG    | Professeur des écoles Maire de La Roche-Chalais (depuis 2020) |

### Résultats détaillés

#### Élections de mars 2015
À l'issue du premier tour des élections départementales de 2015, trois binômes sont en ballottage : Corinne de Almeida et Jean-Paul Lotterie (PS, 35,02 %), Luc Buton et Christiane Delrieu (FN, 29,35 %) et Pierre de Cumond et Corinne Gimenez (Union de la droite, 28,06 %). Le taux de participation est de 55,86 % (7 822 votants sur 14 002 inscrits) contre 60,04 % au niveau départemental et 50,17 % au niveau national.
Au second tour, Corinne de Almeida et Jean-Paul Lotterie (PS) sont élus avec 40,75 % des suffrages exprimés et un taux de participation de 59,79 % (3 213 voix pour 8 372 votants et 14 003 inscrits).

#### Élections de juin 2021
Le premier tour des élections départementales de 2021 est marqué par un très faible taux de participation (33,26 % au niveau national). Dans le canton de Montpon-Ménestérol, ce taux de participation est de 38,52 % (5 383 votants sur 13 973 inscrits) contre 40,86 % au niveau départemental. À l'issue de ce premier tour, deux binômes sont en ballottage : Rozenn Rouiller et Jean-Michel Sautreau (DVG, 42,16 %) et Nathalie Dollé et Franck Salat (Divers, 29,35 %).
Le second tour des élections est marqué une nouvelle fois par une abstention massive équivalente au premier tour. Les taux de participation sont de 34,3 % au niveau national, 41,41 % dans le département et 40,07 % dans le canton de Montpon-Ménestérol. Rozenn Rouiller et Jean-Michel Sautreau (DVG) sont élus avec 53,57 % des suffrages exprimés (2 701 voix pour 5 600 votants et 13 974 inscrits),,. 

## Composition

### Composition avant 2015

Situation du canton de Montpon-Ménestérol dans l'arrondissement de Périgueux en 2014.

Le canton de Montpon-Ménestérol regroupait huit communes.
| Nom                            | Code Insee | Codepostal | Superficie (km2) | Population (dernière pop. légale) | Densité (hab./km2) |
| ------------------------------ | ---------- | ---------- | ---------------- | --------------------------------- | ------------------ |
| Montpon-Ménestérol (chef-lieu) | 24294      | 24700      | 46,34            | 5 482 (2012)                      | 118                |
| Échourgnac                     | 24159      | 24410      | 34,88            | 426 (2012)                        | 12                 |
| Eygurande-et-Gardedeuil        | 24165      | 24700      | 35,62            | 391 (2012)                        | 11                 |
| Ménesplet                      | 24264      | 24700      | 18,91            | 1 726 (2012)                      | 91                 |
| Le Pizou                       | 24329      | 24700      | 17,02            | 1 293 (2012)                      | 76                 |
| Saint-Barthélemy-de-Bellegarde | 24380      | 24700      | 33,12            | 517 (2012)                        | 16                 |
| Saint-Martial-d'Artenset       | 24449      | 24700      | 32,14            | 982 (2012)                        | 31                 |
| Saint-Sauveur-Lalande          | 24500      | 24700      | 9,30             | 142 (2012)                        | 15                 |

### Composition à partir de 2015
Lors du redécoupage de 2015, le canton de Montpon-Ménestérol se compose de dix-neuf communes. Il associe l'intégralité des huit communes de l'ancien canton de Montpon-Ménestérol et dix des douze communes du canton de Saint-Aulaye (La Jemaye et Ponteyraud en sont absentes), auxquelles s'ajoute la commune de Moulin-Neuf de l'ancien canton de Villefranche-de-Lonchat. Avec ce redécoupage administratif, le territoire du canton s'affranchit des limites d'arrondissements, avec dix-huit communes sur l'arrondissement de Périgueux et une (Moulin-Neuf) sur l'arrondissement de Bergerac. Son bureau centralisateur reste fixé à Montpon-Ménestérol.
À la suite de la fusion, au 1er janvier 2016, des communes de Chenaud et Parcoul pour former la commune nouvelle de Parcoul-Chenaud, d'une part, et, d'autre part, des communes de Puymangou et Saint-Aulaye pour former la commune nouvelle de Saint Aulaye-Puymangou, il est constitué de dix-sept communes.
Au 1er janvier 2017, la commune nouvelle de Saint Privat en Périgord, constituée des anciennes communes de Festalemps, Saint-Antoine-Cumond et Saint-Privat-des-Prés, est créée, portant le nombre de communes du canton à quinze.
| Nom                                        | Code Insee | Intercommunalité           | Superficie (km2) | Population (dernière pop. légale) | Densité (hab./km2) | Modifier                                    |
| ------------------------------------------ | ---------- | -------------------------- | ---------------- | --------------------------------- | ------------------ | ------------------------------------------- |
| Montpon-Ménestérol (bureau centralisateur) | 24294      | CC Isle Double Landais     | 46,34            | 5 845 (2022)                      | 126                | modifier les données · modifier les données |
| Échourgnac                                 | 24159      | CC Isle Double Landais     | 34,88            | 395 (2022)                        | 11                 | modifier les données · modifier les données |
| Eygurande-et-Gardedeuil                    | 24165      | CC Isle Double Landais     | 35,62            | 407 (2022)                        | 11                 | modifier les données · modifier les données |
| Ménesplet                                  | 24264      | CC Isle Double Landais     | 18,91            | 1 911 (2022)                      | 101                | modifier les données · modifier les données |
| Moulin-Neuf                                | 24297      | CC Isle Double Landais     | 8,62             | 973 (2022)                        | 113                | modifier les données · modifier les données |
| Parcoul-Chenaud                            | 24316      | CC du Pays de Saint-Aulaye | 26,75            | 809 (2022)                        | 30                 | modifier les données · modifier les données |
| Le Pizou                                   | 24329      | CC Isle Double Landais     | 17,02            | 1 416 (2022)                      | 83                 | modifier les données · modifier les données |
| La Roche-Chalais                           | 24354      | CC du Pays de Saint-Aulaye | 89,40            | 3 023 (2022)                      | 34                 | modifier les données · modifier les données |
| Saint Aulaye-Puymangou                     | 24376      | CC du Pays de Saint-Aulaye | 46,00            | 1 432 (2022)                      | 31                 | modifier les données · modifier les données |
| Saint-Barthélemy-de-Bellegarde             | 24380      | CC Isle Double Landais     | 33,12            | 506 (2022)                        | 15                 | modifier les données · modifier les données |
| Saint-Martial-d'Artenset                   | 24449      | CC Isle Double Landais     | 32,14            | 944 (2022)                        | 29                 | modifier les données · modifier les données |
| Saint Privat en Périgord                   | 24490      | CC du Pays de Saint-Aulaye | 44,04            | 1 127 (2022)                      | 26                 | modifier les données · modifier les données |
| Saint-Sauveur-Lalande                      | 24500      | CC Isle Double Landais     | 9,30             | 149 (2022)                        | 16                 | modifier les données · modifier les données |
| Saint-Vincent-Jalmoutiers                  | 24511      | CC du Pays de Saint-Aulaye | 16,21            | 220 (2022)                        | 14                 | modifier les données · modifier les données |
| Servanches                                 | 24533      | CC du Pays de Saint-Aulaye | 20,56            | 77 (2022)                         | 3,7                | modifier les données · modifier les données |
| Canton de Montpon-Ménestérol               | 2409       |                            | 478,91           | 19 234 (2022)                     | 40                 | modifier les données                        |

## Démographie

### Démographie avant 2015
| 1968  | 1975   | 1982   | 1990   | 1999  | 2006   | 2011   | 2012   |
| ----- | ------ | ------ | ------ | ----- | ------ | ------ | ------ |
| 9 992 | 10 219 | 10 276 | 10 068 | 9 893 | 10 599 | 10 930 | 10 959 |

### Démographie depuis 2015
En 2022, le canton comptait 19 234 habitants, en évolution de +3,46 % par rapport à 2016 (Dordogne : +0,37 %, France hors Mayotte : +2,11 %).
| 2013   | 2018   | 2022   |
| ------ | ------ | ------ |
| 18 631 | 18 771 | 19 234 |